# Hypotrachyna neostictifera
Hypotrachyna neostictifera är en lavart som beskrevs av Elix, J. B. Chen & Lei Xu. Hypotrachyna neostictifera ingår i släktet Hypotrachyna och familjen Parmeliaceae.   Inga underarter finns listade i Catalogue of Life.